# Gwiazdozbiór Wężownika
Wężownik (łac. Ophiuchus, dop. Ophiuchi, skrót Oph) – wyraźny gwiazdozbiór znajdujący się w rejonie równika niebieskiego. Jest jedenastym w kolejności pod względem powierzchni, jego obszar dzieli na dwie części konstelację Węża. Liczba gwiazd dostrzegalnych nieuzbrojonym okiem: około 100. W Polsce widoczny latem.
Jest jedną z 48 konstelacji ptolemejskich.

## Mity i legendy
Ophiuchus to w tłumaczeniu dosłownym „posiadacz węża”. Dostrzeżenie starszego człowieka z wężem wymaga sporej wyobraźni. Wężownik jest utożsamiany z Asklepiosem, synem Apolla i nimfy Koronis, greckim bogiem sztuki lekarskiej, który miał moc wskrzeszania zmarłych. Asklepiosa wychowywał centaur Chiron, który nauczył go uzdrawiania. Według legendy Asklepios udusił pewnego razu węża; wtedy podpełzł inny wąż i podał zioło, które sprawiło, że zabity wąż zmartwychwstał. Zanim ten drugi zdążył uciec, Asklepios wyrwał mu zioło z pyska, po czym używał go do wskrzeszania zmarłych. Gdy Asklepios został lekarzem na okręcie Argo wskrzesił kilku zmarłych włącznie z Minosem, królem Krety. Po tym, jak próbował ożywić Oriona, Hades, bóg świata zmarłych, bał się, że ta umiejętność jest zagrożeniem dla jego podziemnego państwa i poprosił Zeusa o interwencję. Zeus zabił Asklepiosa piorunem, ale umieścił wielkiego uzdrowiciela pośród gwiazdozbiorów jako Wężownika. Przedstawiany z ogromnym wężem towarzyszącym mu w zbieraniu ziół. Wąż ten jest oddzielnym gwiazdozbiorem, rozdzielonym na dwie części, Głowę Węża oraz Ogon Węża, właśnie przez gwiazdozbiór Wężownika.
Mimo że przez obszar gwiazdozbioru przebiega ekliptyka, Wężownika nie zalicza się w astrologii do gwiazdozbiorów zodiakalnych. Wynika to z tego, że granice tego gwiazdozbioru przecinają ekliptykę od stosunkowo niedługiego czasu – od standaryzacji gwiazdozbiorów w roku 1930. Przez gwiazdozbiór przebiega obecnie 18,6° ekliptyki – ponad 3/5 znaku Strzelca. Słońce wędruje na tle konstelacji pomiędzy 29 listopada a 18 grudnia.

## Gwiazdy Wężownika
- Najjaśniejsza gwiazda to Rasalhague (2,07m), co oznacza po arabsku głowę zbieracza węży[3].
- Druga co do jasności to Eta (η) Oph (2,43m) zwana popularnie Sabik. Oddalona o 84 lata świetlne gwiazda jest układem podwójnym składającym się z pary gwiazd ciągu głównego o typach widmowych A1 oraz A3. Gwiazdy okrążają środek masy układu po mocno wydłużonej orbicie z okresem prawie 87,6 roku. Z perspektywy Urana Sabik pełni funkcję gwiazdy polarnej.
- Kolejne trzy gwiazdy to ζ Oph, δ Oph i β Oph (wszystkie jaśniejsze niż 3 magnitudo), dalsze osiem zaś ma jasność w przedziale 3 – 4 m. To one w atlasach nieba wyznaczają charakterystyczny widok gwiazdozbioru[3].

### Inne gwiazdy
- Alfa (α) Ophiuchi jest układem podwójnym składającym się z obiegających się wzajemnie gwiazdy ciągu głównego oraz czerwonego olbrzyma. Rozdzielenie układu i jego dokładne badania były możliwe dopiero w 2011 roku[3].
- Ro (ρ) Ophiuchi to gwiazda wielokrotna leżąca niedaleko Antaresa. Przez lornetkę można zobaczyć składnik A piątej wielkości i dwóch towarzyszy siódmej wielkości po obu jego stronach, składniki D i E można dostrzec przez mały teleskop.
- Gwiazda podwójna 70 Ophiuchi składa się z żółtego i pomarańczowego karła, czwartej i szóstej wielkości gwiazdowej.
- Z kolei 36 Ophiuchi to para pomarańczowych karłów piątej wielkości gwiazdowej.

#### Gwiazda Barnarda
- Gwiazda Barnarda to najsłynniejsza gwiazda w Wężowniku – jest to drugi układ gwiezdny pod względem odległości od Słońca. Jest to czerwony karzeł o jasności 9,5m. Mimo iż jest oddalona od Słońca o zaledwie 5,9 lat świetlnych jest za słaba, by można ją zobaczyć bez teleskopu. Gwiazda Barnarda porusza się tak szybko na tle dalszych gwiazd (10,3″ na rok, czyli o 1° w ciągu 350 lat), że zmiany jej położenia są widoczne w ciągu kilku lat (w ciągu ludzkiego życia przemieszcza się o połowę średnicy Księżyca). Stąd pochodzi inna nazwa gwiazdy: Strzała.

### Supernowa
W 1604 roku w gwiazdozbiorze nastąpił ostatni z trzech wybuchów supernowej zaobserwowanych w naszej Galaktyce, opisany m.in. przez niemieckiego astronoma Johannesa Keplera – SN 1604. Przyćmiewała ona wtedy wszystkie inne gwiazdy. Gwiazda obecnie 19m, nazwana na jego cześć Supernową Keplera, wówczas rozbłysła do -2,5m.

## Wybrane obiekty
Wężownik usytuowany jest poza pasem Drogi Mlecznej, w związku z tym na jego obszarze nie ma młodych gromad otwartych czy pięknych mgławic. Siedem obiektów z katalogu Messiera to złożone ze starych gwiazd gromady kuliste.
- Najjaśniejsza z nich M10 ma jasność 6,4m i jest dość zwarta. Posiada około 250 tysięcy gwiazd i znajduje się w odległości około 14,3 tysięcy lat świetlnych od nas.
- Druga co do jasności to gromada M62, położona na południowym krańcu konstelacji Wężownika, tuż przy granicy z gwiazdozbiorem Skorpiona w pobliżu Antaresa. Gromada ma jasność 7,39m i jest oddalona od Słońca o 22,5 tysięcy lat świetlnych[3]. Jest to kolejna doskonała do obserwacji gromada tuż poniżej widzialności nieuzbrojonym okiem. Za pomocą 20-centymetrowego teleskopu widać duże równomiernie skoncentrowane halo z wyraźnie widocznymi setkami gwiazd[2].
- Następna w kolejności jest gromada kulista M19 leżąca dwa stopnie na północ od M 62 i prawie dokładnie na wschód od Antaresa. Jest to masywna gromada składająca się z około 1,1 miliona gwiazd i oddalona o 28,7 tysięcy lat świetlnych. Szczególną cechą jest owalne halo zawierające liczne gwiazdy.
- Kolejny obiekt to M12, gromada kulista o jasności 7,68m. Zawiera około 87 tysięcy gwiazd. Astronomowie podejrzewają, że została „ograbiona” z gwiazd o małej masie.
- Na wschód od M12 położona jest gromada M14, oddalona o około 30 tysięcy lat świetlnych i zawierająca około miliona gwiazd. To duża, słabo skoncentrowana gromada kulista, ale niełatwo dostrzec jej pojedyncze gwiazdy za pomocą amatorskiego teleskopu ze względu na grube chmury pyłu i gazu pomiędzy gromadą a Słońcem.
- Z kolei M9 znajduje się blisko, zaledwie 1,5 stopnia na południowy wschód od Sabika. Jej widoma jasność to 8,4m, dzieli ją od nas około 25,8 tysięcy lat świetlnych.
- Ostatnią istotną gromadą kulistą w konstelacji jest M107.
- Osobliwym obiektem w gwiazdozbiorze jest świecąca jasno w podczerwieni galaktyka NGC 6240. Jest to obiekt będący pozostałością po dawnym zderzeniu dwóch mniejszych galaktyk[3].
- Za pomocą teleskopu można dostrzec NGC 6369 (Mgławicę Mały Duch). Jest to przykład kulistej mgławicy planetarnej, wyglądającej jak mały, szarawy, gruby obwarzanek.

M10 i M12 leżą blisko środka gwiazdozbioru i obie można zobaczyć jednocześnie przez lornetkę. Obydwie mają około jednej trzeciej średnicy Księżyca, a przez 20-centymetrowy teleskop można już zobaczyć liczne gwiazdy i mgliste tło. Lepszy widok to dwie wielkie i rozproszone gromady otwarte NGC 6633 i IC 4665.

## Rój meteorów
Z konstelacją związany jest słaby rój meteorów zwanych Ophiuchidami. Aktywny jest od początku czerwca do połowy lipca. Nie jest znane ciało macierzyste, gdyż skąpy materiał obserwacyjny nie pozwala na dokładne obliczenie orbity roju.